# Station Valdelasfuentes
Station Valdelasfuentes is een station van de Cercanías Madrid aan lijn C-4
Het station ligt in zone B1 en is gelegen in Alcobendas.
In de jaren 70 waren de gemeentes Alcobendas en San Sebastián de los Reyes aan het overleggen voor een spoorverbinding. Het station Valdelasfuentes is geopend in 2001 voor de nu gesloten C-1.